# Parachernes topali
Parachernes topali är en spindeldjursart som beskrevs av Beier 1964. Parachernes topali ingår i släktet Parachernes och familjen blindklokrypare. Inga underarter finns listade i Catalogue of Life.